# Kancabchén (Cansahcab)
Kancabchén es una localidad, comisaría del municipio de Cansahcab en el estado de Yucatán localizado en el sureste de México.

## Toponimia
El nombre (Kancabchén) significa en idioma maya "pozo de tierra roja".

## Hechos históricos
- En 1970 cambia su nombre de Kancabchén a Kankabchén.
- En 1980 cambia a Kancabchén.
- En 1990 cambia a Kankabchén Molina.
- En 1995 cambia a Kancabchén Molina.
- En 2000 cambia a Kancabchén.

## Demografía
Según el censo de 2005 realizado por el INEGI, la población de la localidad era de 6 habitantes.
| 210                         | 196 | 186 | 181 | 96 | 88 | 67 | 107 | 52 | 14 | ? | ? | 6 |
| (Fuente: INEGI [Consultar]) |     |     |     |    |    |    |     |    |    |   |   |   |

## Galería

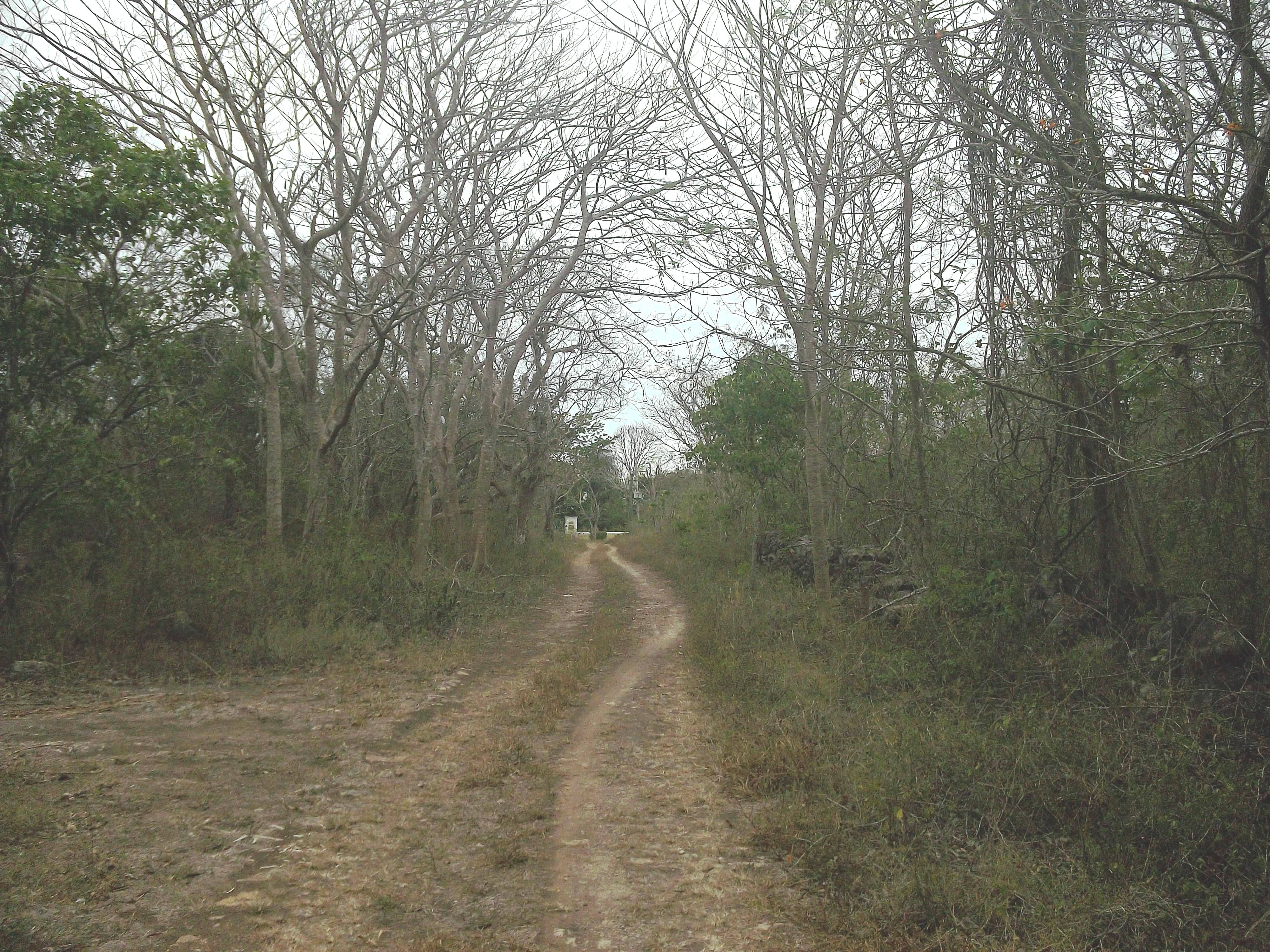
Arco.
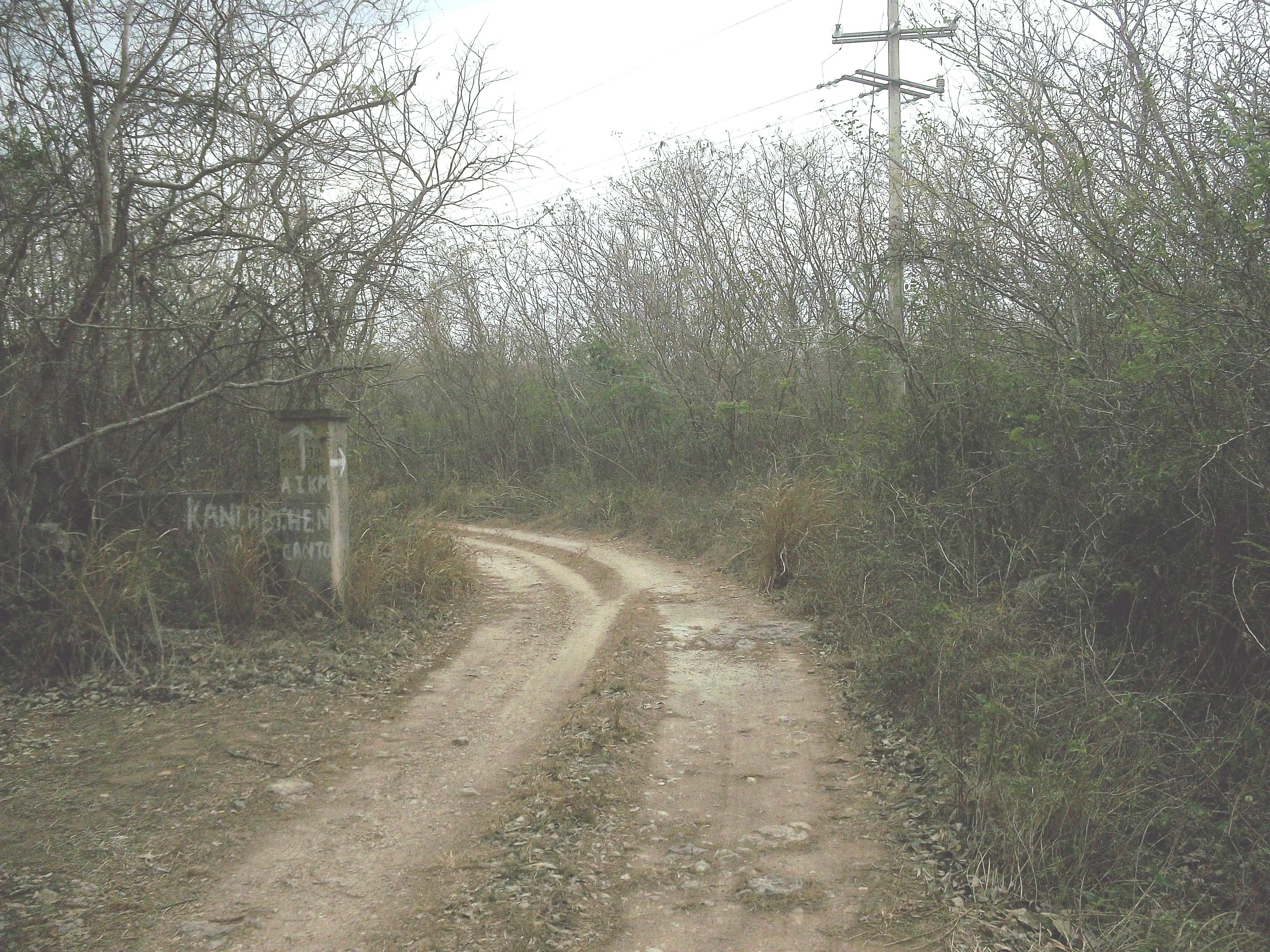
Entrada.
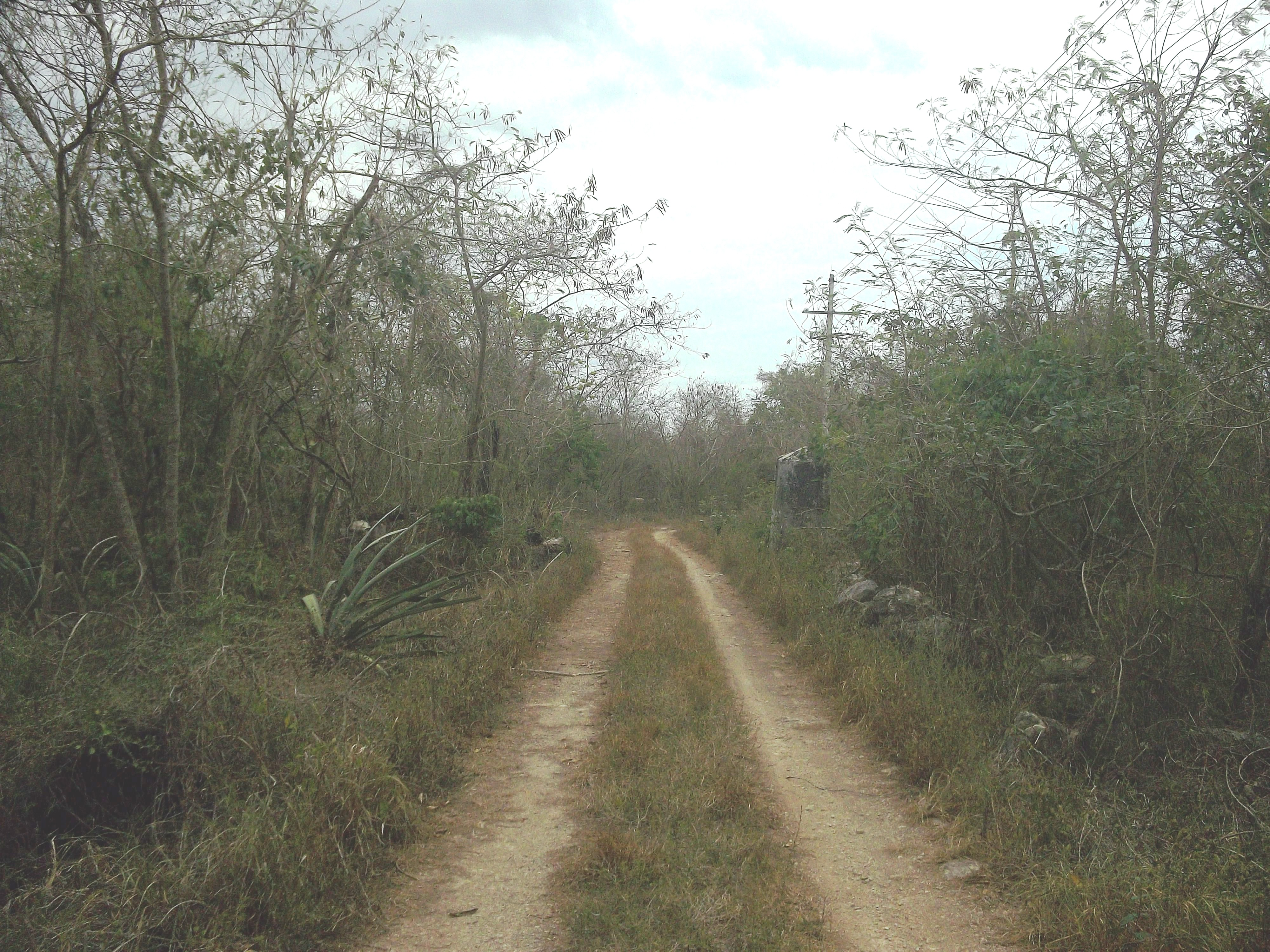
Entrada.
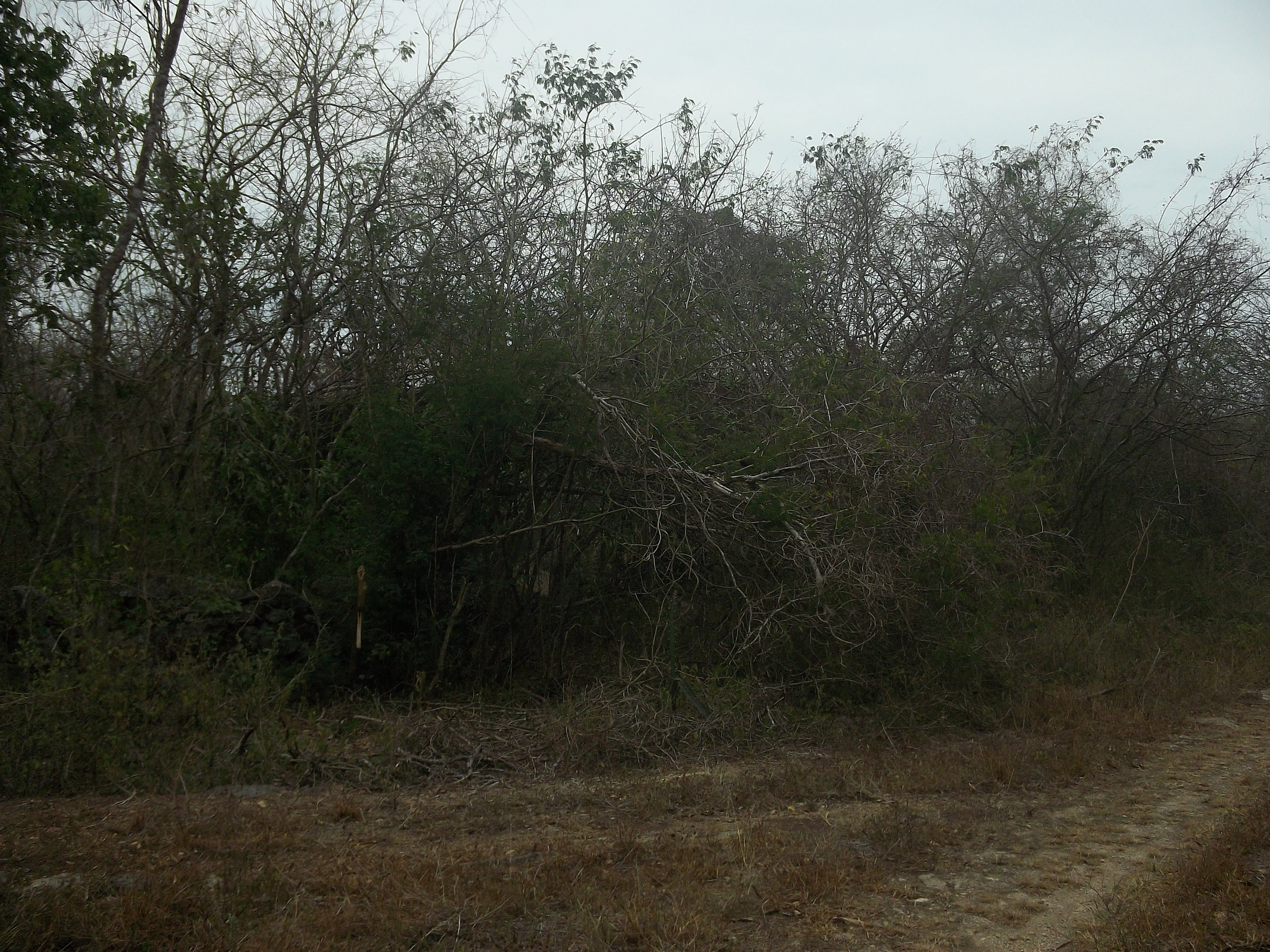
Vista.
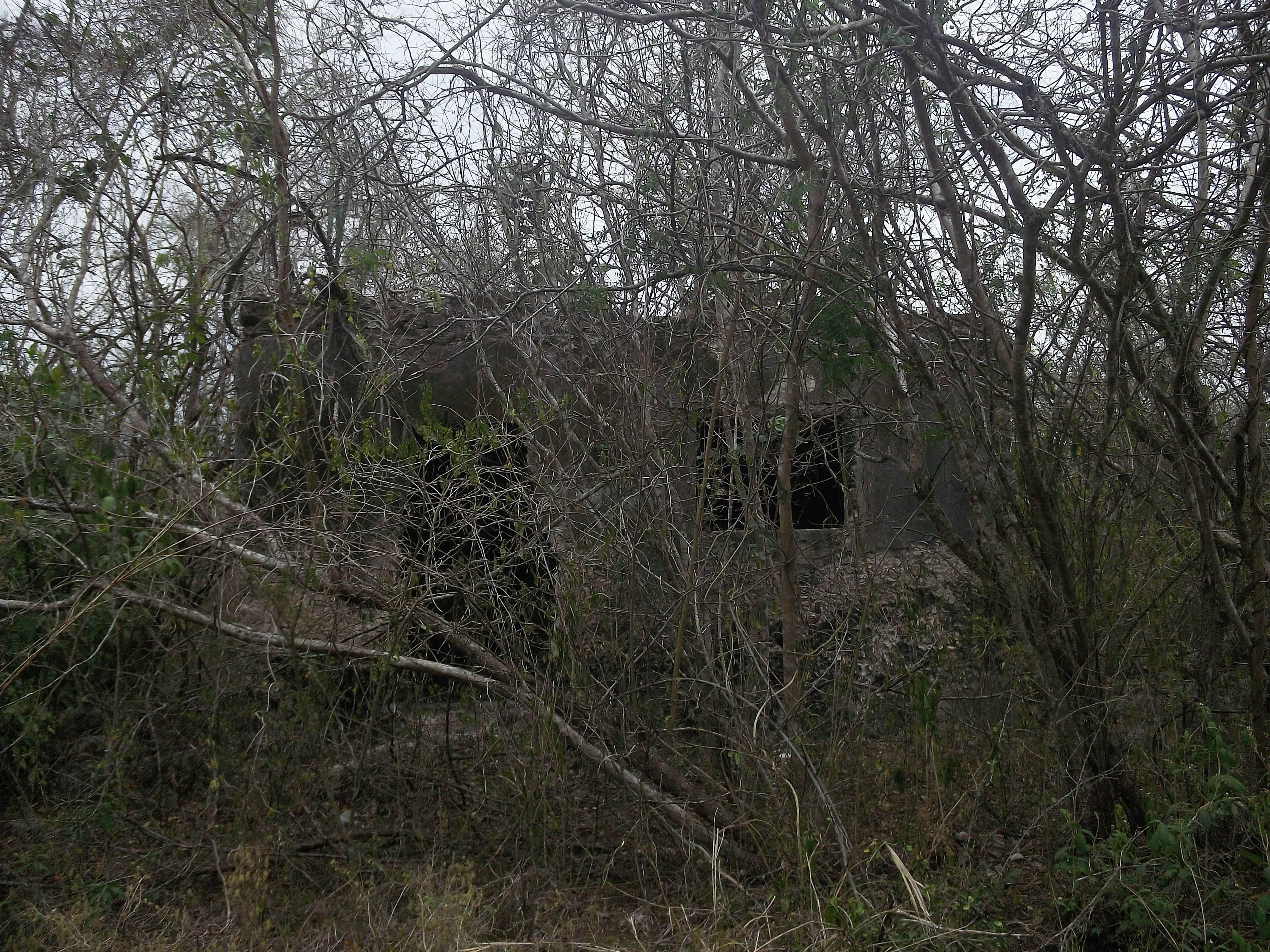
Vista.
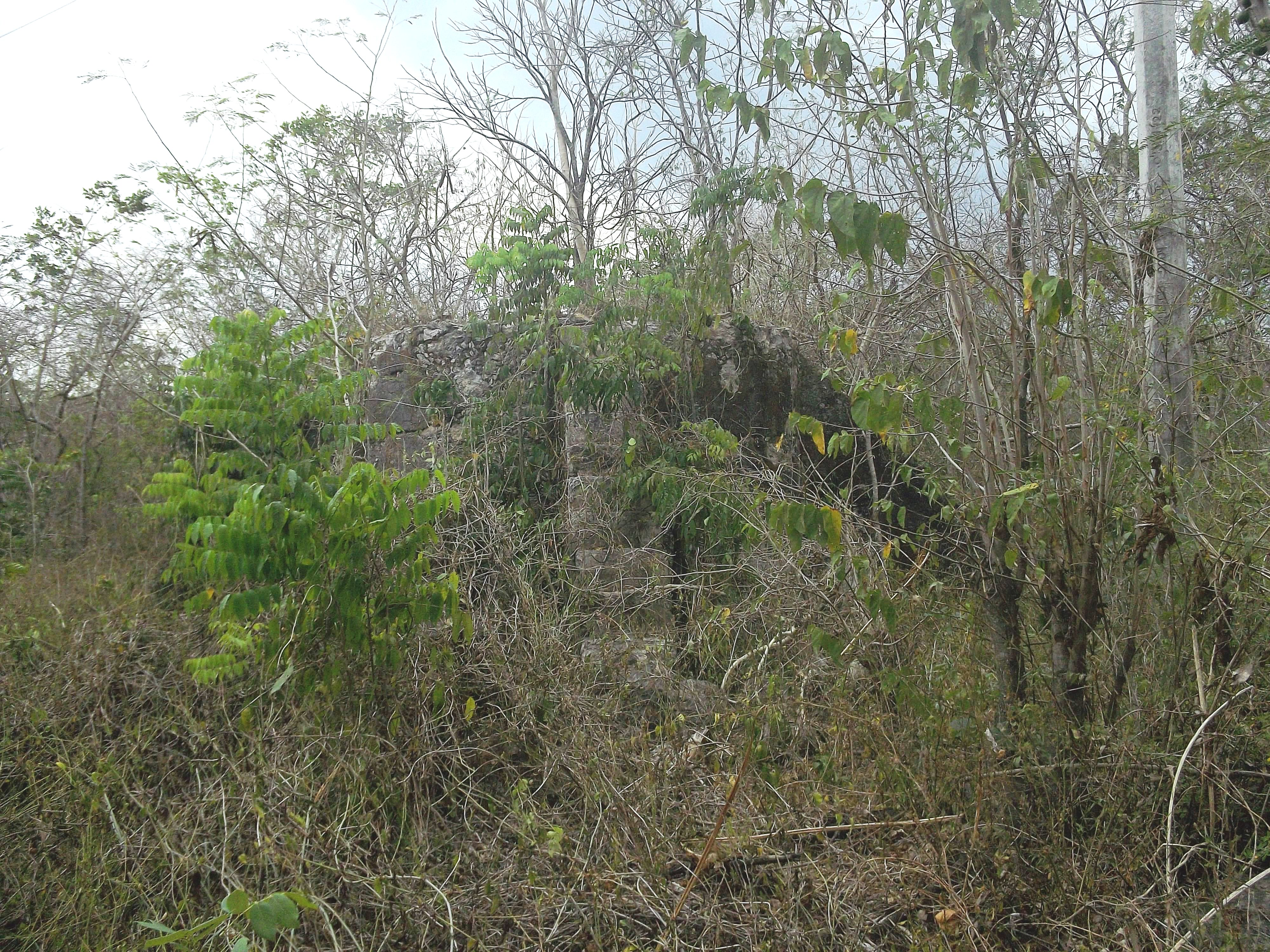
Vista.
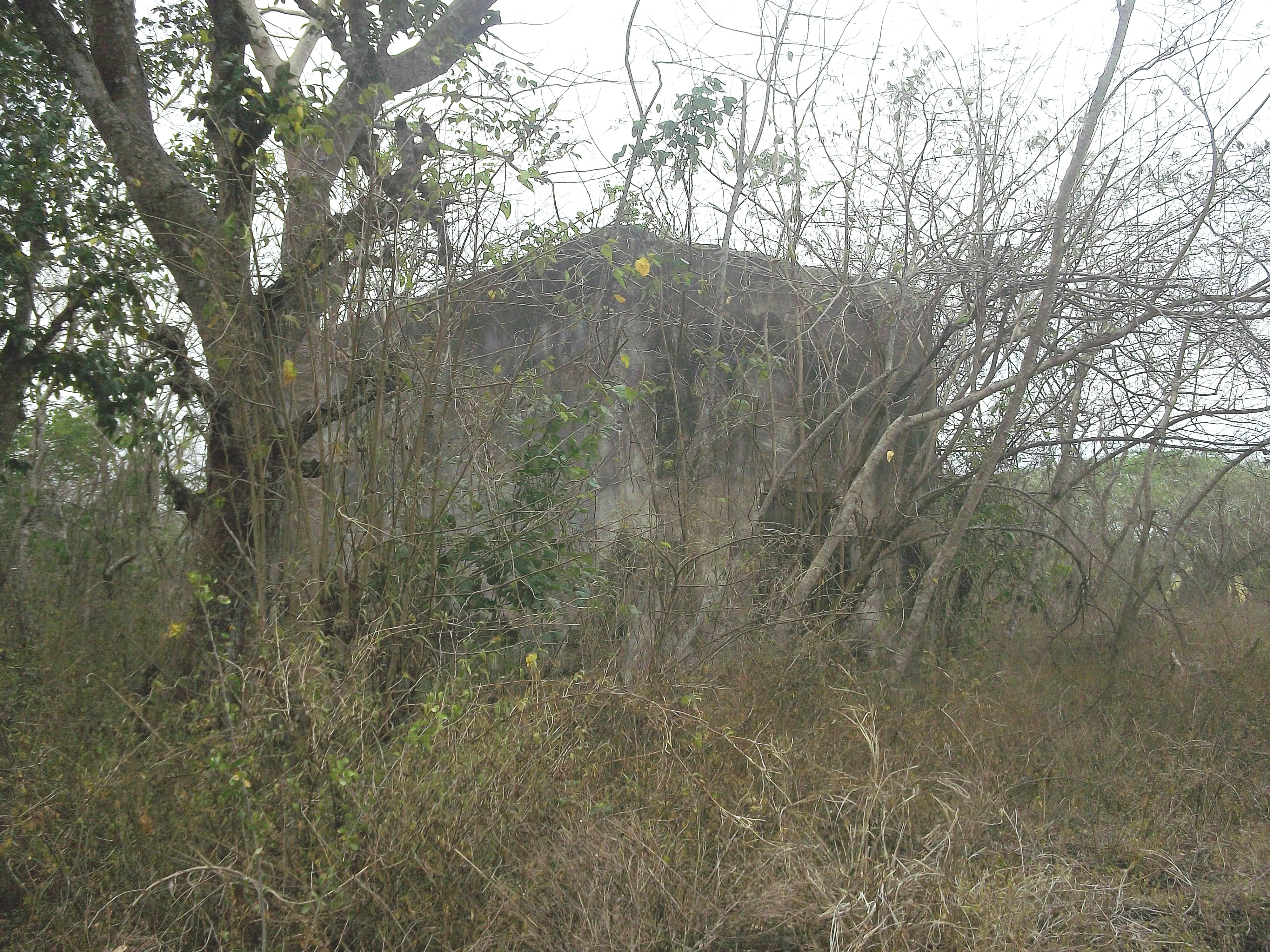
Vista.
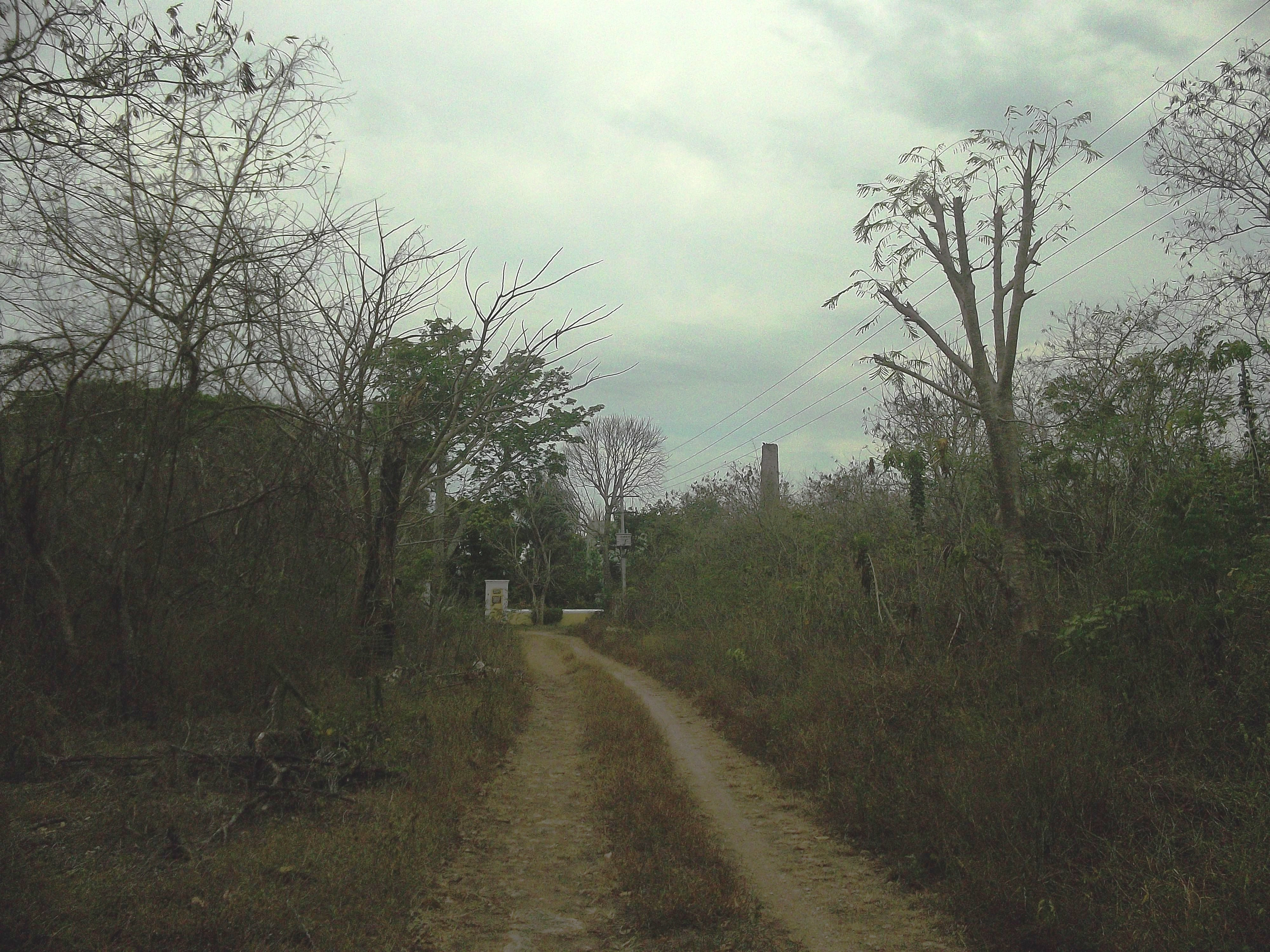
Vista.
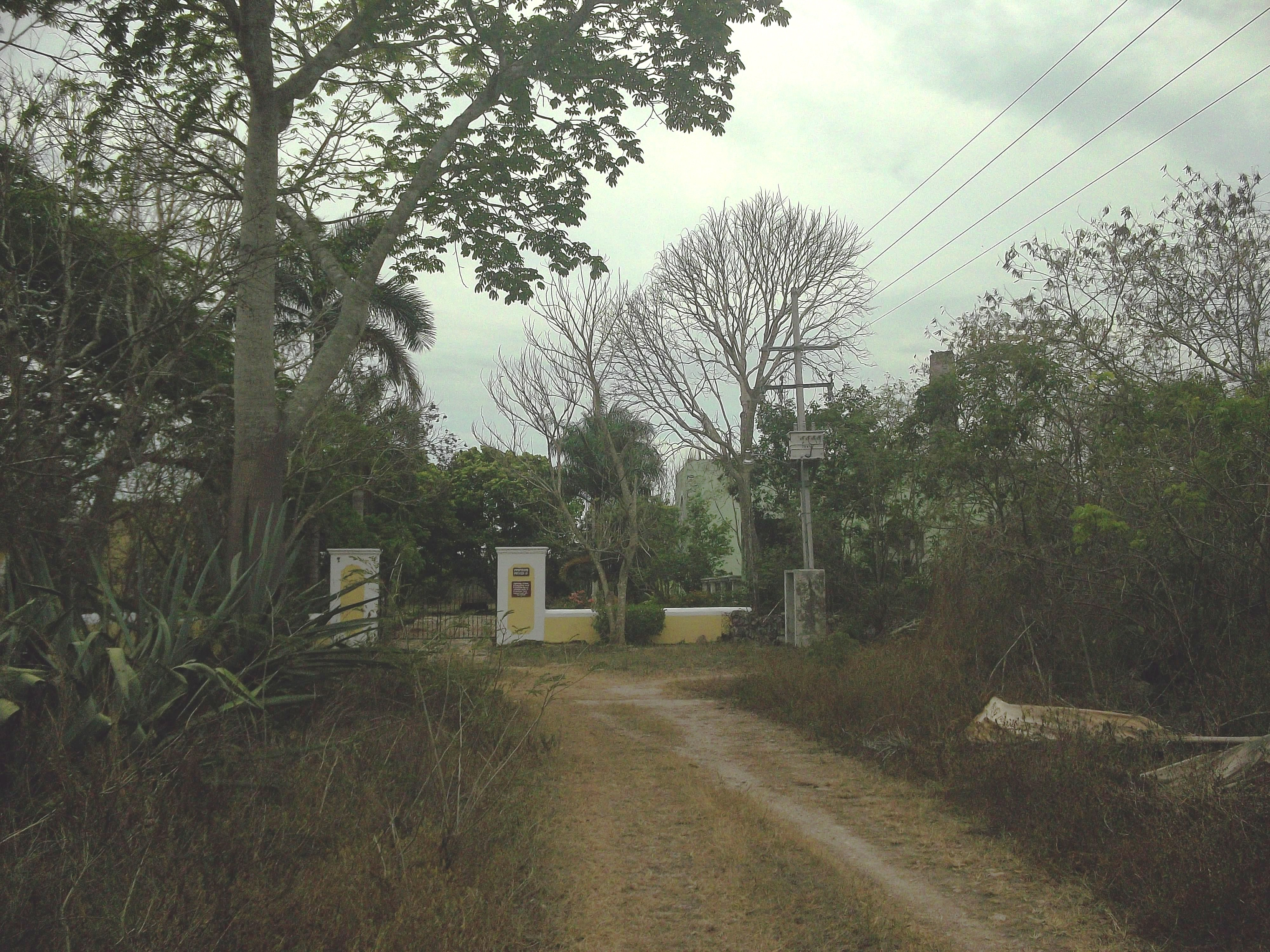
Vista.
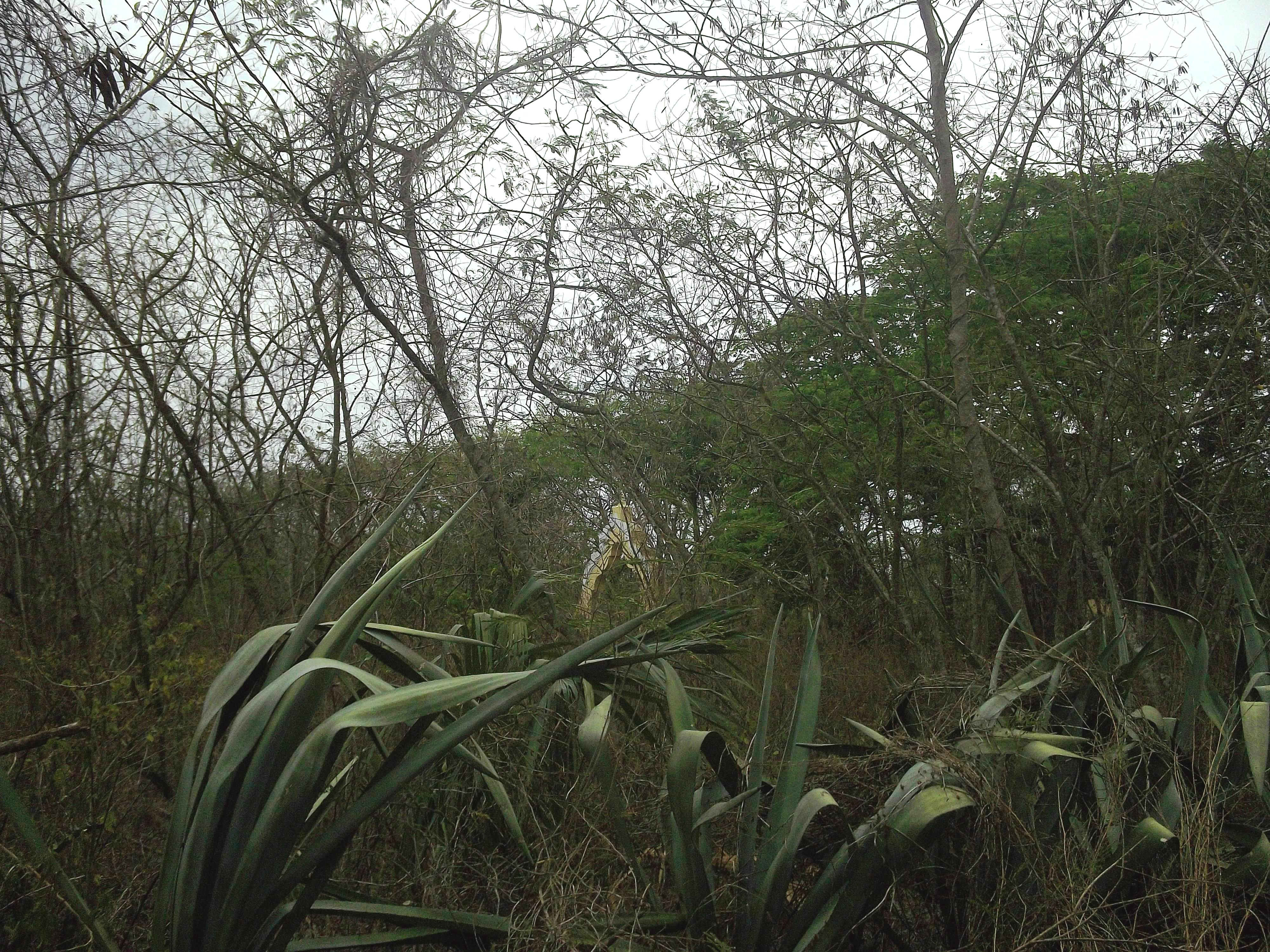
Arco.